# Ischnocampa insitivum
Ischnocampa insitivum là một loài bướm đêm thuộc phân họ Arctiinae, họ Erebidae.